# Ottawa Art Gallery
Die Ottawa Art Gallery | Galerie d’art d’Ottawa (OAG | GAO) ist ein Kunstmuseum in Kanada. Sie wurde 1988 gegründet und hat sich zu einem zentralen Bestandteil der kulturellen Landschaft der Stadt entwickelt. Die Galerie befindet sich im Zentrum von Ottawa. Sie ist auf die Präsentation und Förderung kanadischer Kunst spezialisiert, wobei der Schwerpunkt auf Künstlern aus der Region Ottawa-Gatineau liegt.

## Architektur

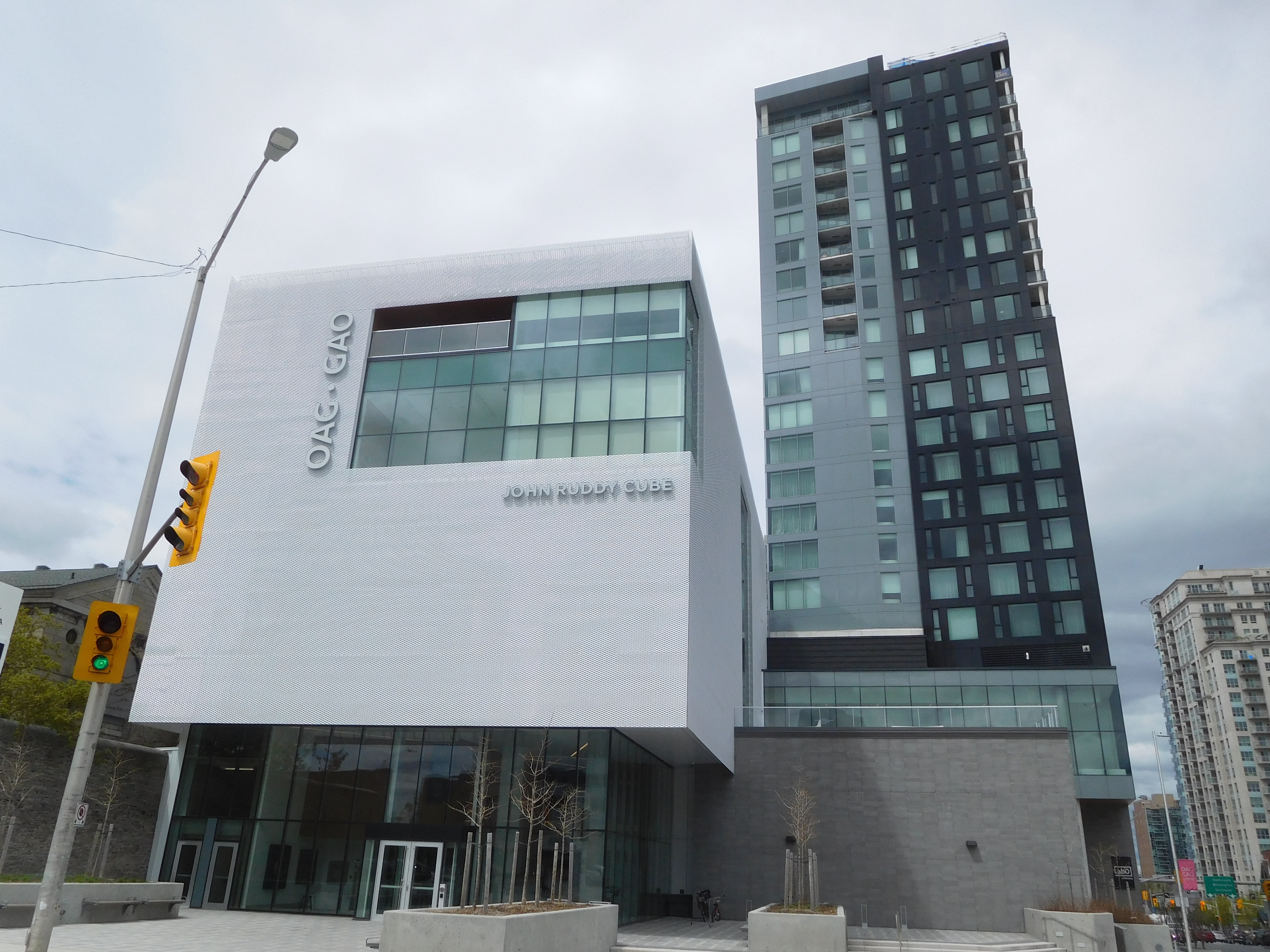
Ottawa Art Gallery - Le Germain Hotel

Die Ottawa Art Gallery wurde 2018 umfassend renoviert und erweitert. Die Arbeiten wurden von KPMB Architects, einem renommierten kanadischen Architekturbüro mit Sitz in Toronto, in Zusammenarbeit mit Barry Padolsky Associates Inc. Architects, einem lokalen Architekturbüro in Ottawa, durchgeführt.
Das Projekt zur Erweiterung der Ottawa Art Gallery (OAG) und zur Neugestaltung des Arts Court ist Teil einer langfristigen Vision zur Revitalisierung des Stadtzentrums von Ottawa. Die Ottawa Art Gallery liegt an der Daly Avenue im Herzen des Kunst- und Theaterbezirks, umgeben von der Universität von Ottawa, dem Rideau Centre, dem Convention Centre und nur wenige Schritte vom Rideau Canal, dem National Arts Centre und dem Byward Market entfernt.

## Sammlung
Die Ottawa Art Gallery beherbergt eine bedeutende permanente Sammlung aus den Bereichen Malerei, Skulptur, Fotografie, Grafik und Neue Medien. Die Sammlung wird ständig durch Schenkungen und Ankaufsfonds wie die Stonecroft Foundation und das Elizabeth L. Gordon Art Program erweitert. Die beiden Hauptthemen der Sammlung sind Landschaftsmalerei und abstrakte Kunst. Darstellungen und Interpretationen von Landschaftsansichten aus dem ganzen Land sind ebenso vertreten wie abstrakte Visionen kanadischer Künstler, die von einer Vielzahl modernistischer Techniken beeinflusst sind. Aus diesem Blickwinkel erforscht die Ausstellung die Geschichte der kanadischen Kunst, wie sie sich in der Sammeltätigkeit der Familie Firestone widerspiegelt.

## Firestone Collection of Canadian Art
Den Kernbestand der Galerie bildet die Firestone Collection of Canadian Art (FCCA). Diese Sammlung umfasst rund 1600 Werke der Moderne (1900–1985) und wurde ursprünglich von Otto John Firestone (1913–1993) und seiner Familie zusammengetragen. „Jack“ Firestone begann in den frühen 1950er Jahren mit dem Sammeln von Kunst und trug Werke aus dem ganzen Land zusammen. Die Sammlung umfasst die wichtigsten Gruppen und regionalen Strömungen Kanadas, wobei die Werke der Group of Seven mit 40 Prozent den größten Anteil ausmachen.
Die Sammlung umfasst Kunstwerke von einflussreichen kanadischen Künstlern, darunter A.Y. Jackson, Arthur M. Mermer, Lawren S. Harris, Arthur Lismer, Lawren S. Harris, Franklin Carmichael, A. J. Casson, Emily Carr, Jack Shadbolt, Alfred Pellan, Paul-Émile Borduas, Rita Letendre, Ghitta Caiserman-Roth und Marian Scott.
1972 schenkte die Familie Firestone ihre Kunstsammlung großzügig der Ontario Heritage Foundation, um sie der Öffentlichkeit zugänglich zu machen. Im Jahr 1992 übertrug die Stiftung das Eigentum an der Sammlung der Stadt Ottawa, und die Ottawa Art Gallery übernahm die Verantwortung für die Pflege und Präsentation der Firestone Collection of Canadian Art.